# Capparis trisonthiae
Capparis trisonthiae är en kaprisväxtart som beskrevs av Srisanga och Chayam. Capparis trisonthiae ingår i släktet Capparis och familjen kaprisväxter. Inga underarter finns listade i Catalogue of Life.